# Star Trek: Lower Decks
Star Trek: Lower Decks ist eine US-amerikanische Science-Fiction-Fernsehserie aus dem Jahr 2020. Sie ist die zweite Animations-Fernsehserie, die im fiktiven Star-Trek-Universum spielt. Im Gegensatz zu den meisten anderen bisher erschienenen Star-Trek-Serien stehen hier nicht die Führungsoffiziere eines Raumschiffs im Fokus, sondern vier junge Ensigns. Ein Merkmal der Serie sind häufige Easter Eggs und sonstige Referenzen zu anderen Serien und Filmen aus dem Star-Trek-Universum.

## Handlung
Die Handlung setzt im Jahr 2380, ein Jahr nach den Ereignissen aus dem Kinofilm Star Trek: Nemesis ein. Die Serie spielt an Bord der USS Cerritos, einem weniger wichtigen Raumschiff der Sternenflotte, dem nur Routineaufgaben zugeteilt werden.
Im Zentrum der Handlung stehen vier junge Ensigns, also Offiziere im niedrigsten Dienstgrad nach Abschluss der Sternenflottenakademie. Ensign Beckett Mariner (geborene Freeman) ist die Tochter eines Admirals und des Captains der Cerritos, sie versucht jedoch zu Beginn der Serie geheim zu halten, dass Captain Freeman ihre Mutter ist. Mariner ist eine Rebellin, die nicht mit Autorität umgehen kann und stets ihren eigenen Weg gehen möchte. Deswegen wurde sie bereits von fünf Schiffen strafversetzt. Auf der Cerritos erhält sie nun unter ihrer strengen Mutter ihre letzte Chance in der Sternenflotte. Mariners eigentliches Problem ist jedoch, dass sie eine geborene Führungsperson ist – eine Verantwortung, der sie sich entziehen möchte. Ihr Gegenstück ist Ensign Bradward „Brad“ Boimler, der unbedingt Captain werden will, jedoch in seinem Übereifer und durch seine Ungeschicktheit und Ängstlichkeit meist sich selbst im Wege steht. Als er Ende der ersten Staffel die Gelegenheit erhält, auf der prestigeträchtigen USS Titan unter seinem Idol Captain William T. Riker zu dienen, merkt er schnell, dass er nicht für die Einsätze in der „Ersten Liga“ geeignet ist, und kehrt zu seinen Freunden zurück. Ensign Samanthan „Sam“ Rutherford verfügt über ein kybernetisches Implantat. Er ist ein großer Geek und Nerd und findet seine Bestimmung schließlich im Ingenieursbereich. Ensign D’Vana Tendi ist eine Orionerin, die ihrer heimatlichen Kultur entkommen will. Als Wissenschaftsoffizierin mit medizinischer Spezialisierung ist sie oft – genau wie Rutherford – von wissenschaftlichen Entdeckungen und technischen Spezialisierungen begeistert. Zwischen den beiden entwickelt sich zeitweise eine Romanze.
Die Ensigns schlafen auf dem untersten Deck in Nischen auf einem Gang mit Sicht auf die Enden der Triebwerksgondeln. Sie erhalten oft nur Aufträge zu niedrigen Routineaufgaben, sind (mit Ausnahme Mariners) davon jedoch teilweise übermäßig begeistert, da sie an die Ideale der Sternenflotte glauben und vom Auftrag der Entdeckung und Weiterentwicklung durch und durch überzeugt sind. In diesem Sinne sind die vier Hauptfiguren genau so Parodien der Figuren aus den bekannten Star-Trek-Serien wie die ganze Crew der Cerritos, mit der die vier Lower-Deck-Ensigns zusammenarbeiten müssen: die strenge, kampfstarke Captain Freeman, der eitle, arrogante Erste Offizier Jack Ransom, der sozial inkompetente Ingenieur Andy Billups, die ruppige, abweisende Ärztin T’Ana und der bärbeißige, aber spirituelle Sicherheitsoffizier Shaxs.
Die Aufträge und Missionen der Cerritos sind oft Parodien der üblichen Handlungsmuster, mit denen die Helden der anderen Star-Trek-Serien konfrontiert werden. Die Serie Lower Decks ist als Parodie des restlichen Star-Trek-Kanons zu betrachten, aber dennoch Teil davon. Inkonsistenzen und Absurditäten, die in den anderen Serien oft überspielt werden, werden hier betont. Die Folgen sind voll von Easter Eggs und Anspielungen auf andere Serien und Filme und wiederholt treten bekannte Figuren als Gäste auf.

## Besetzung und Synchronisation

Die Originalsprecher
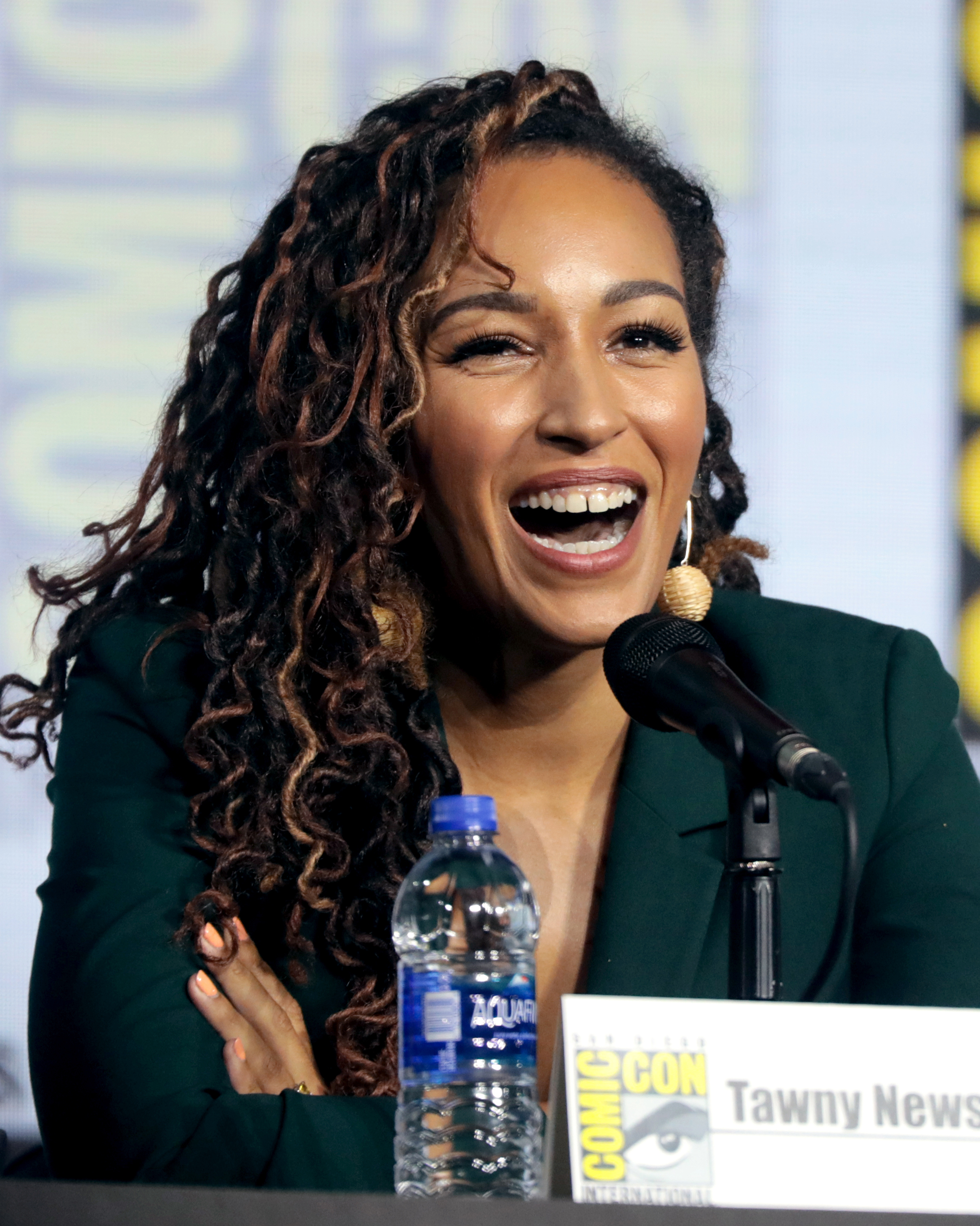
Tawny Newsome, Sprecherin von Beckett Mariner
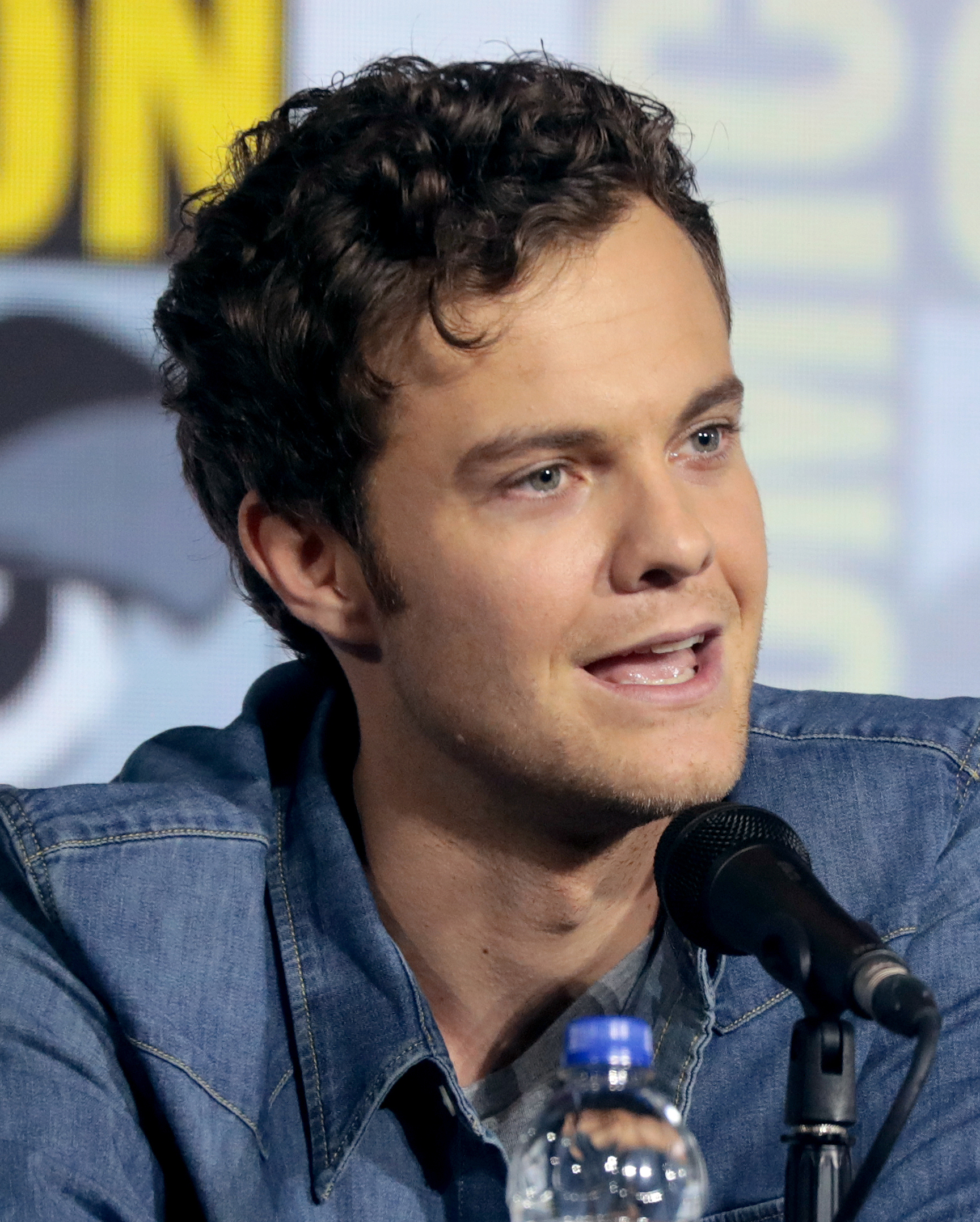
Jack Quaid, Sprecher von Brad Boimler
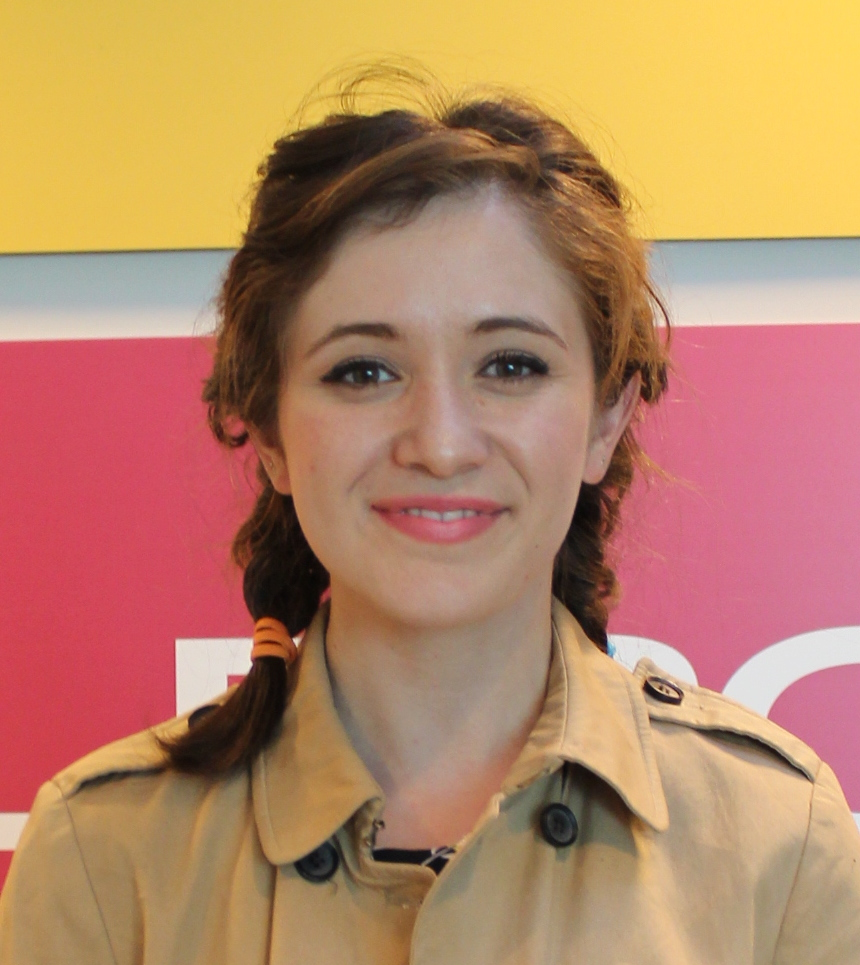
Noël Wells, Sprecherin von D’Vana Tendi
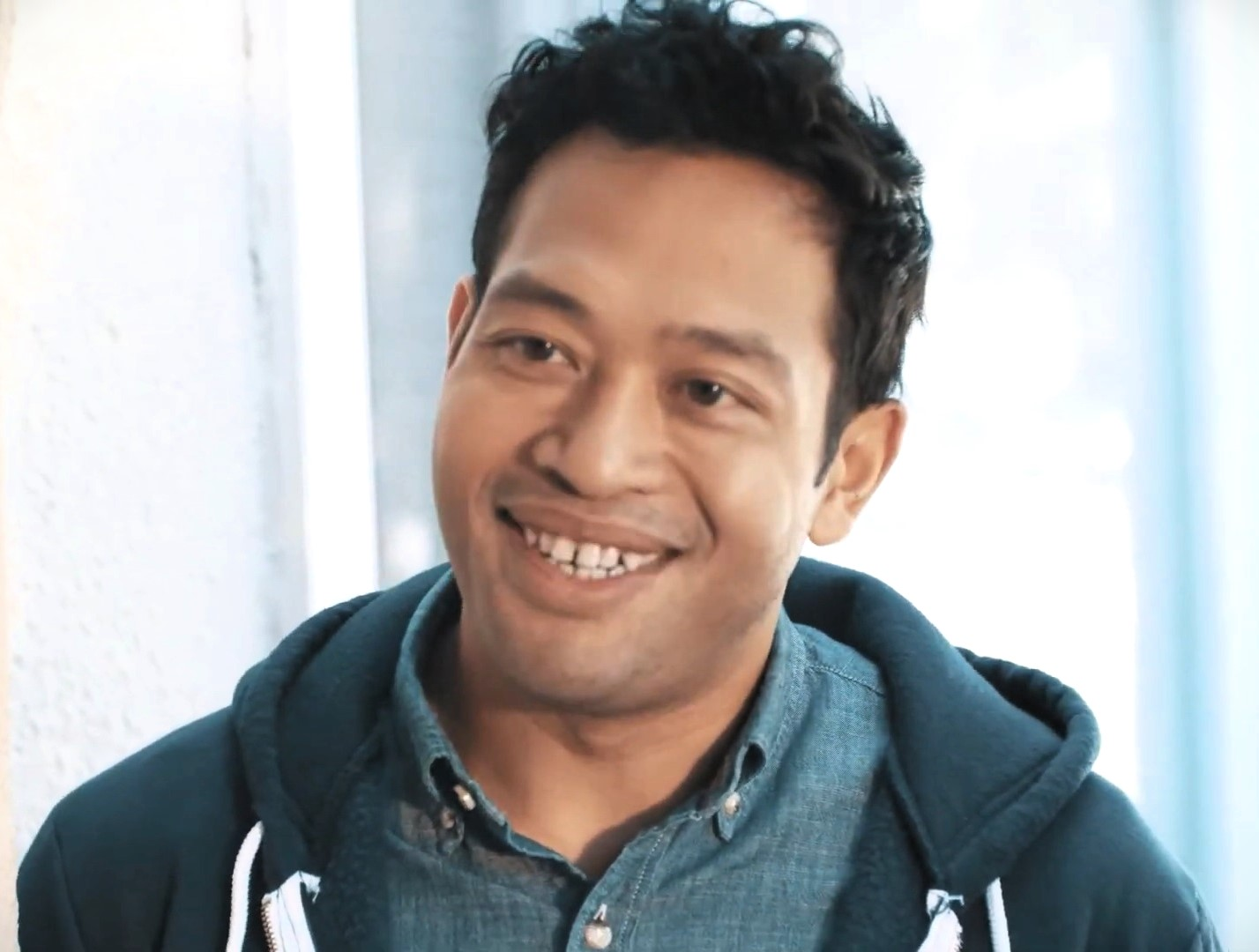
Eugene Cordero, Sprecher von Sam Rutherford
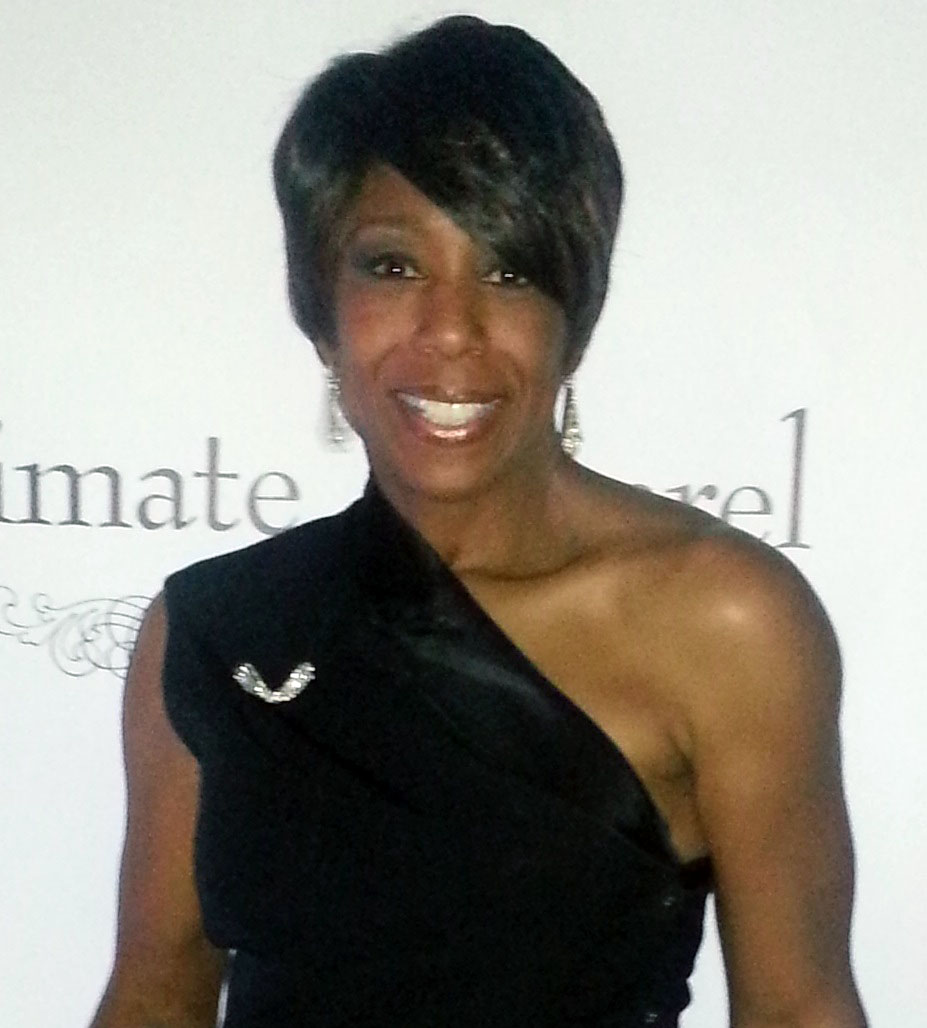
Dawnn Lewis, Sprecherin von Carol Freeman
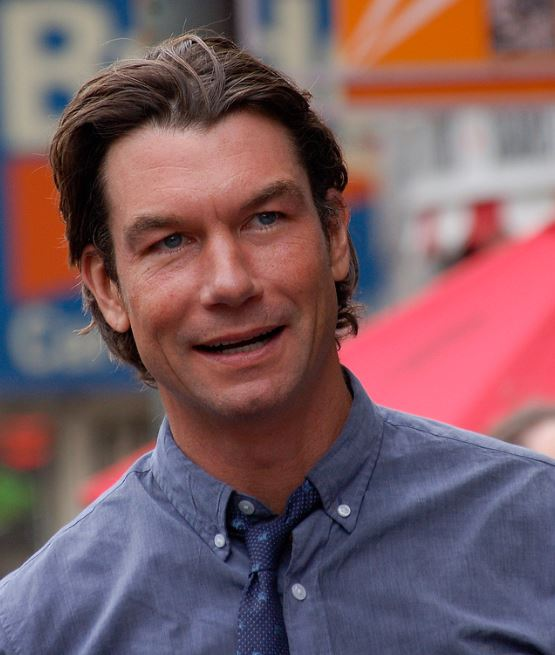
Jerry O’Connell, Sprecher von Jack Ransom
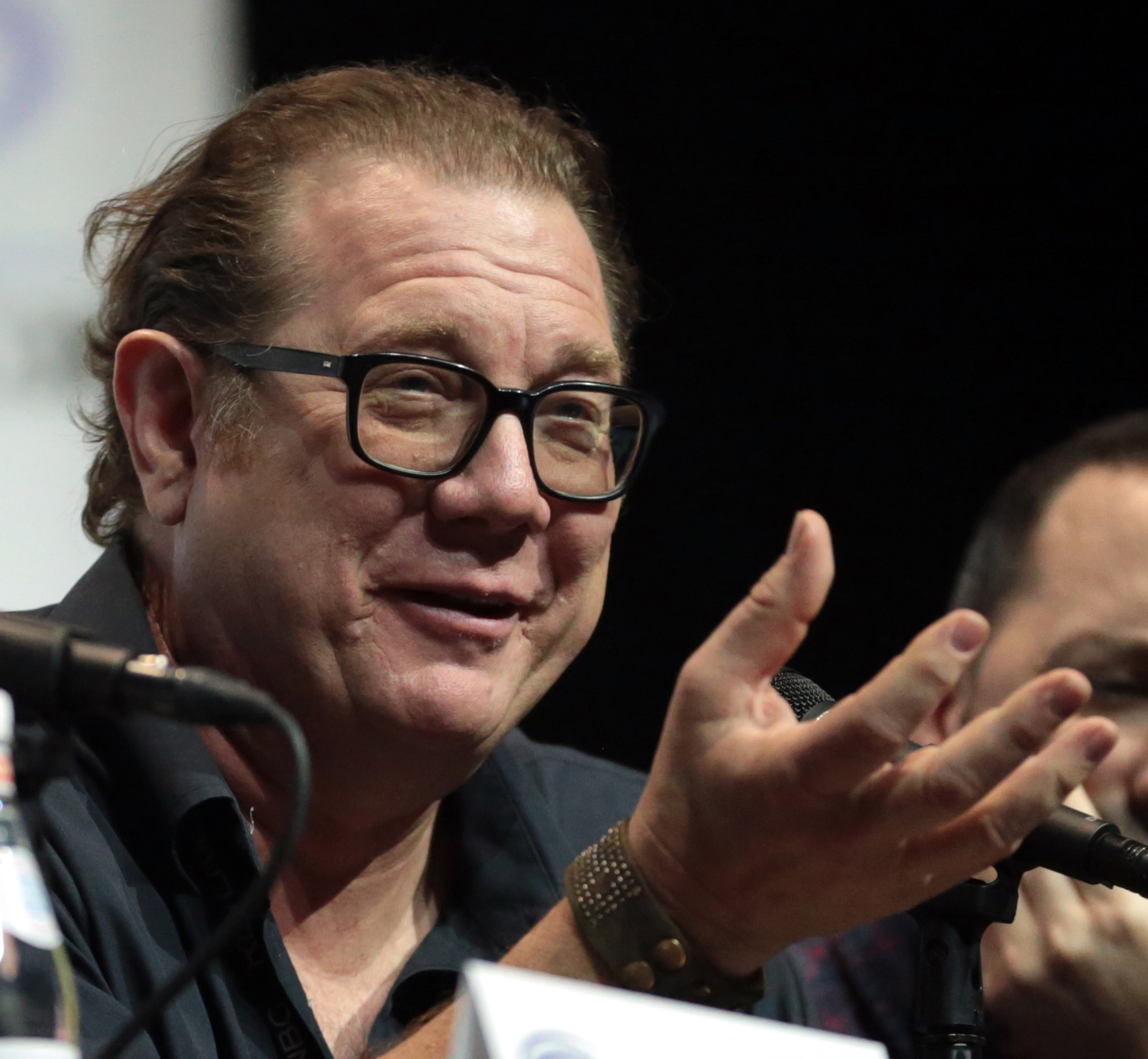
Fred Tatasciore, Sprecher von Shaxs

Die deutschsprachige Synchronfassung wurde bei Arena Synchron in Berlin erstellt. Oliver Feld und Tobias Neumann schrieben die Dialogbücher, während Feld Dialogregie führte.
Die Tabelle nennt die Originalsprecher, ihre Rollennamen, ihre Zugehörigkeit zur Hauptbesetzung (●) bzw. zu den Neben- und Gastdarstellern (•).
| Originalsprecher      | Rollenname                              | Rollenbeschreibung                                                               | Spezies           | Staffel | Staffel | Staffel | Staffel | Staffel | Deutscher Synchronsprecher |
| Originalsprecher      | Rollenname                              | Rollenbeschreibung                                                               | Spezies           | 1       | 2       | 3       | 4       | 5       | Deutscher Synchronsprecher |
| --------------------- | --------------------------------------- | -------------------------------------------------------------------------------- | ----------------- | ------- | ------- | ------- | ------- | ------- | -------------------------- |
| Tawny Newsome         | Ensign/Lieutenant Beckett Mariner       | Besatzungsmitglied der USS Cerritos                                              | Mensch            | ●       | ●       | ●       | ●       | ●       | Giovanna Winterfeldt       |
| Jack Quaid            | Ensign/Lieutenant Brad Boimler          | Besatzungsmitglied der USS Cerritos                                              | Mensch            | ●       | ●       | ●       | ●       | ●       | Patrick Baehr              |
| Noël Wells            | Ensign/Lieutenant D’Vana Tendi          | Besatzungsmitglied der USS Cerritos                                              | Orionerin         | ●       | ●       | ●       | ●       | ●       | Melinda Rachfahl           |
| Eugene Cordero        | Ensign/Lieutenant Sam Rutherford        | Besatzungsmitglied der USS Cerritos                                              | Mensch            | ●       | ●       | ●       | ●       | ●       | René Dawn-Claude           |
| Dawnn Lewis           | Captain Carol Freeman                   | Captain der USS Cerritos, Mutter von Beckett Mariner                             | Mensch            | ●       | ●       | ●       | ●       | ●       | Katrin Fröhlich            |
| Jerry O’Connell       | Commander Jack Ransom                   | Erster Offizier der USS Cerritos                                                 | Mensch            | ●       | ●       | ●       | ●       | ●       | Johannes Raspe             |
| Fred Tatasciore       | Lieutenant Shaxs                        | Sicherheitschef der USS Cerritos                                                 | Bajoraner         | ●       | ●       | ●       | ●       | ●       | Marko Bräutigam            |
| Gillian Vigman        | Dr. T’Ana                               | Leitende medizinische Offizierin der USS Cerritos                                | Caitianerin       | ●       | ●       | ●       | ●       | ●       | Judith Steinhäuser         |
| Paul Scheer           | Lt. Commander Andy Billups              | Chefingenieur der USS Cerritos                                                   | Mensch            | •       | •       | •       | •       | •       | Nicolas König              |
| Jessica McKenna       | Ensign Barnes                           | Besatzungsmitglied der USS Cerritos                                              | Trill             | •       | •       | •       | •       |         | Mia Diekow                 |
| Phil LaMarr           | Lieutenant Dirk                         | Besatzungsmitglied der USS Cerritos                                              | Mensch            | •       | •       | •       | •       |         | Christian Holdt            |
| unbekannt             | Lieutenant Westlake                     | Krankenpfleger an Bord der USS Cerritos                                          | Mensch            | •       | •       | •       | •       |         | Mirko Böttcher             |
| Neil Casey            | Ensign Casey                            | Besatzungsmitglied der USS Cerritos                                              | Mensch            | •       | •       | •       | •       |         | Patrick Giese              |
| Ben Rodgers           | Lt. Commander Steve Stevens             | Besatzungsmitglied der USS Cerritos                                              | Mensch            | •       | •       | •       | •       |         | Nico Nothnagel             |
| Phil LaMarr           | Admiral Alonzo Freeman                  | Admiral der Sternenflotte, Vater von Beckett Mariner                             | Mensch            | •       | •       | •       | •       | •       | Tilo Schmitz               |
| Lauren Lapkus         | Ensign Jennifer Sh’reyan                | Besatzungsmitglied der USS Cerritos                                              | Andorianerin      | •       | •       | •       | •       | •       | Josephine Schmidt          |
| Marcus Henderson      | Ensign Jet Manhaver                     | Besatzungsmitglied der USS Cerritos                                              | Mensch            | •       | •       | •       | •       |         | Christoph Banken           |
| Paul F. Tompkins      | Dr. Migleemo                            | Counselor der USS Cerritos                                                       | Klowahkaner       | •       | •       | •       | •       | •       | Werner Böhnke              |
| Nolan North           | Chief Lars Lundy                        | Transporterchief der USS Cerritos                                                | Mensch            | •       | •       | •       | •       |         | Christian Intorp           |
| Asif Ali              | Ensign Asif                             | Besatzungsmitglied der USS Cerritos                                              | Mensch            | •       | •       | •       | •       |         | Henning Nöhren             |
| Artemis Pebdani       | Ensign Karavitus                        | Besatzungsmitglied der USS Cerritos                                              | Mensch            | •       | •       | •       | •       |         | Jana Kozewa                |
| Zach Cherry           | Ensign Amadou                           | Besatzungsmitglied der USS Cerritos                                              | Mensch            | •       | •       | •       | •       |         | Christopher Arndt          |
| Sam Richardson        | Ensign Vendome                          | Besatzungsmitglied der USS Cerritos, später Captain der USS Inglewood            | Bolianer          | •       | •       | •       |         |         | Roland Wolf                |
| Mary Holland          | Ensign Moxy                             | Besatzungsmitglied der USS Cerritos                                              | unbekannt         | •       | •       | •       |         | •       | Laurine Betz               |
| Tim Robinson          | Ensign Fletcher                         | Besatzungsmitglied der USS Cerritos und später der USS Titan                     | Mensch            | •       |         |         | •       |         | Fabian Heinrich            |
| Fred Tatasciore       | Admiral Vassery                         | Admiral der Sternenflotte                                                        | Mensch            | •       |         |         | •       |         | Wolfgang Wagner            |
| Jack McBrayer         | Badgey                                  | holografischer Assistent auf der USS Cerritos                                    | Hologramm         | •       |         | •       | •       |         | Robert-Louis Griesbach     |
| Fred Tatasciore       | Lieutenant Steve Levy                   | Besatzungsmitglied der USS Cerritos                                              | Mensch            | •       |         | •       | •       |         | Ulrich Blöcher             |
| Kether Donohue        | Ensign Erdnuss-Snackbox (Peanut Hamper) | Besatzungsmitglied der USS Cerritos                                              | Exocomp           | •       |         | •       | •       |         | Gabrielle Pietermann       |
| Jonathan Frakes       | Captain William T. Riker                | Captain der USS Titan                                                            | Mensch            | •       | •       |         |         |         | Detlef Bierstedt           |
| John de Lancie        | Q                                       | allmächtiges Wesen                                                               | Q                 | •       |         |         |         |         | Martin Umbach              |
| Gary Cole             | Leonardo da Vinci                       | Hologramm auf der USS Cerritos                                                   | Hologramm         | •       |         |         |         |         | Helmut Otten               |
| Marina Sirtis         | Counselor Deanna Troi                   | Counselor der USS Titan                                                          | Mensch/Betazoidin | •       |         |         |         |         | Eva Kryll                  |
| Carl Tart             | Lieutenant Kayshon                      | Sicherheitschef der USS Cerritos                                                 | Tamarianer        |         | •       | •       | •       |         | Kevin Kasper               |
| Fred Tatasciore       | Ensign Taylor                           | Besatzungsmitglied der USS Cerritos                                              | Kzinti            |         | •       | •       | •       |         | Andi Krösing               |
| Anthony Atamanuik     | Honus                                   | Barkeeper der USS Cerritos                                                       | Mensch            |         | •       | •       | •       |         | Andreas Conrad             |
| Gabrielle Ruiz        | Ensign Castro                           | Besatzungsmitglied der USS Cerritos                                              | Mensch            |         | •       | •       | •       |         | Bianca Warnek-Steinke      |
| Jeffrey Combs         | AGIMUS                                  | intelligenter Computer                                                           | Computer          |         | •       | •       | •       |         | Klaus-Peter Grap           |
| Gabrielle Ruiz        | Ensign T’Lyn                            | Besatzungsmitglied des vulkanischen Kreuzers Sh’vhal und später der USS Cerritos | Vulkanierin       |         | •       | •       | •       | •       | Lara Trautmann             |
| Jon Curry             | Ma’ah                                   | Besatzungsmitglied und später Captain des klingonischen Bird of Prey IKS Che'Ta' | Klingone          |         | •       |         | •       |         | Uwe Thomsen                |
| Sean Walton           | G’reck                                  | Besatzungsmitglied und später Captain des klingonischen Bird of Prey IKS Che'Ta' | Klingone          |         | •       |         |         |         | Phillip Sponbiel           |
| James Sie             | G’reck                                  | Besatzungsmitglied und später Captain des klingonischen Bird of Prey IKS Che'Ta' | Klingone          |         |         |         | •       |         |                            |
| Kari Wahlgren         | Key’lor                                 | Besatzungsmitglied des klingonischen Bird of Prey IKS Che'Ta'                    | Klingonin         |         | •       |         | •       | •       | Laura Landauer             |
| – 1                   | Lieutenant Kimolu                       | Besatzungsmitglied der USS Cerritos                                              | Belugawal         |         | •       | •       |         |         | –                          |
| – 1                   | Lieutenant Matt                         | Besatzungsmitglied der USS Cerritos                                              | Belugawal         |         | •       | •       | •       |         | –                          |
| Robert Duncan McNeill | Lieutenant Tom Paris                    | ehemaliger Steuermann der USS Voyager                                            | Mensch            |         | •       |         |         |         | Erich Räuker               |
| Alice Krige           | Borg-Königin                            | Königin des Borg-Kollektivs                                                      | Borg              |         | •       |         |         |         | Traudel Haas               |
| Lycia Naff            | Captain Sonya Gomez                     | Captain der USS Archimedes                                                       | Mensch            |         | •       |         |         |         | Frauke Poolman             |
| Carlos Alazraqui      | Admiral Les Buenamigo                   | Admiral der Sternenflotte                                                        | Mensch            |         |         | •       |         |         | Reinhard Kuhnert           |
| James Cromwell        | Zefram Cochrane (Hologramm)             | Erfinder des Warp-Antriebs                                                       | Hologramm         |         |         | •       |         |         | Jochen Schröder            |
| John Garman Hertzler  | Martok (Hologramm)                      | Kanzler des Klingonischen Reichs                                                 | Hologramm         |         |         | •       |         |         | Robert Beyer               |
| Susan Gibney          | Leah Brahms (Illusion)                  | Ingenieurin der Sternenflotte                                                    | Mensch            |         |         | •       |         |         | Alexandra Lange            |
| Charlotte Nicdao      | Ensign Meredith                         | Besatzungsmitglied der USS Cerritos                                              | Mensch            |         |         | •       | •       | •       | Sabrina Schwarz            |
| Georgia King          | Petra Aberdeen                          | Archäologin                                                                      | Mensch            |         |         | •       |         |         | Franciska Friede           |
| Armin Shimerman       | Quark                                   | Barbetreiber auf Deep Space Nine                                                 | Ferengi           |         |         | •       |         |         | Friedrich G. Beckhaus      |
| Nana Visitor          | Colonel Kira Nerys                      | Kommandantin von Deep Space Nine                                                 | Bajoranerin       |         |         | •       |         |         | Liane Rudolph              |
| George Takei          | Captain Hikaru Sulu (Halluzination)     | Captain der USS Excelsior                                                        | Mensch            |         |         | •       |         |         | Helmut Gauß                |
| James Sie             | Doktor Chaotica                         | Hologramm auf der USS Voyager                                                    | Hologramm         |         |         |         | •       |         | Peter Reinhardt            |
| unbekannt             | Michael Sullivan                        | Hologramm auf der USS Voyager                                                    | Hologramm         |         |         |         | •       |         | Tim Moeseritz              |
| unbekannt             | Der Clown                               | Hologramm auf der USS Voyager                                                    | Hologramm         |         |         |         | •       |         | Roland Hemmo               |
| Max Grodénchik        | Rom                                     | Großer Nagus der Ferengi                                                         | Ferengi           |         |         |         | •       |         | Gerald Schaale             |
| Chase Masterson       | Leeta                                   | Ehefrau von Rom                                                                  | Bajoranerin       |         |         |         | •       |         | Melanie Hinze              |
| Robert Duncan McNeill | Nicholas Locarno                        | ehemaliger Sternenflotten-Kadett                                                 | Mensch            |         |         |         | •       |         | Boris Tessmann             |
| Shannon Fill          | Sito Jaxa                               | Sternenflotten-Kadettin                                                          | Bajoranerin       |         |         |         | •       |         | Daniela Thuar              |
| Wil Wheaton           | Wesley Crusher                          | Sternenflotten-Kadett                                                            | Mensch            |         |         |         | •       |         | Sven Plate                 |
| Brent Spiner          | Data                                    |                                                                                  | Android           |         |         |         |         | •       | Michael Pan                |
| Garrett Wang          | Harry Kim                               |                                                                                  | Mensch            |         |         |         |         | •       | Michael Iwannek            |
| Liam McIntyre         | Dr. Harrison Horseberry                 | Ehemaliger Sternenflotten-Offizier                                               | Mensch            |         |         |         |         | •       | Rasmus Borowski            |
| Andrew Robinson       | Elim Garak                              |                                                                                  | Cardassianer      |         |         |         |         | •       | Lutz Mackensy              |
| Alexander Siddig      | Dr. Julian Bashir                       |                                                                                  | Mensch            |         |         |         |         | •       | Boris Tessmann             |
| Alfre Woodard         | Lily Sloane                             |                                                                                  | Mensch            |         |         |         |         | •       | Sabine Jaeger              |

## Produktion
2017 startete mit Star Trek: Discovery nach zwölf Jahren Pause wieder eine Star-Trek-Fernsehserie. Nach dem Ende der ersten Staffel unterschrieb Alex Kurtzman, der die Serie maßgeblich mitentwickelt hatte, einen Fünfjahresvertrag mit CBS, der ihn zum Hauptverantwortlichen für das Star-Trek-Franchise machte. Im Juni 2018 kündigte Kurtzman an, dass mehrere weitere Serien geplant seien, darunter auch eine animierte. Im Oktober 2018 wurde bekannt, dass diese Serie Star Trek: Lower Decks heißen soll und von Mike McMahan entwickelt wird, der bereits als Drehbuchautor bei Rick and Morty tätig war. Die Serie ist benannt nach der 1994 erschienenen Folge 7.15 Lower Decks (Deutscher Titel: Beförderung) von Raumschiff Enterprise – Das nächste Jahrhundert. Zudem wurde mitgeteilt, dass es sich um eine reine Comedy-Serie handeln soll. Die Video-on-Demand-Plattform CBS All Access bestellte zwei Staffeln. Am 20. Juli 2019 wurden auf der San Diego Comic-Con erste Bilder von Lower Decks sowie die Namen der Hauptfiguren und deren Sprecher veröffentlicht. Anfang August 2019 stellte McMahan klar, dass die Handlung der Serie definitiv zum Star-Trek-Kanon gehören wird.
Im April 2021 wurde von Paramount+ (vorher CBS All Access) eine dritte Staffel bestellt. Diese Entscheidung wurde bei der offiziellen Vorstellung der zweiten Staffel mitgeteilt. Auch die Bestellung einer vierten Staffel wurde im Januar 2022 bestätigt. Im März 2023 wurde die Ausstrahlung der vierten Staffel für den Spätsommer 2023 angekündigt und die Bestellung einer fünften Staffel bestätigt. Im April 2024 gab Paramount+ bekannt, dass die fünfte Staffel im Herbst 2024 erscheinen wird und die Serie abschließen soll.

## Crossover
Folge 7 der zweiten Staffel von Star Trek: Strange New Worlds ist ein Crossover mit Star Trek: Lower Decks, bei der die Sprecher von Ensign Brad Boimler und Ensign Beckett Mariner als Schauspieler auftreten und ihre gewohnten Rollen in realer Form verkörpern, andererseits die Darsteller aus Strange New Worlds am Ende eine Szene lang als Trickfiguren auftreten.

## Veröffentlichung
Am 1. Juli 2020 wurde bekanntgegeben, dass die erste, zehn Folgen umfassende Staffel ab dem 6. August 2020 auf CBS All Access ausgestrahlt werden soll. Die einzelnen Folgen erschienen im wöchentlichen Rhythmus. Ursprünglich war eine spätere Veröffentlichung geplant. Durch die COVID-19-Pandemie wurden jedoch die Produktionszeitpläne sämtlicher aktueller Star-Trek-Serien durcheinander geworfen und viele Arbeiten für Lower Decks wurden um zwei Monate vorgezogen. Laut Mike McMahan war dies auch der Grund dafür, dass sich die Ausstrahlung der Serie außerhalb Nordamerikas verzögerte.
Am 12. Juli 2020 wurde ein erster Trailer zur Serie veröffentlicht und am 23. Juli 2020 die ersten Episodentitel. Am gleichen Tag wurde auch die Eröffnungsszene der ersten Folge veröffentlicht. Die internationale Veröffentlichung und damit auch die deutschsprachige Erstveröffentlichung der ersten Staffel erfolgte am 22. Januar 2021 beim Streamingdienst Prime Video. Die Erstausstrahlung im deutschen Fernsehen erfolgte am 24. September 2022 auf Comedy Central.
Am 5. April 2021 wurde bekannt, dass die zweite Staffel der Serie ab dem 12. August 2021 auf Paramount+ veröffentlicht werden soll. Zugleich wurde die Produktion einer dritten Staffel in Auftrag gegeben.
Am 5. April 2021 wurde ebenfalls ein Trailer zur zweiten Staffel veröffentlicht. Die internationale Veröffentlichung der zweiten Staffel auf Prime Video erfolgte jeweils einen Tag nach Erstausstrahlung der Episoden auf Paramount+. Die Erstausstrahlung im deutschen Fernsehen erfolgte ab 15. April 2023 auf Comedy Central.
Ein erster Teaser-Trailer zur dritten Staffel wurde am 9. April 2022 veröffentlicht, ein vollständiger Trailer am 23. Juli 2022. Die komplette dritte Staffel wurde zwischen dem 25. August und dem 27. Oktober 2022 auf Paramount+ veröffentlicht. Die Erstausstrahlung im deutschen Fernsehen erfolgte ab 13. April 2024 auf Comedy Central.
Die vierte Staffel wurde vom 7. September bis 18. Oktober 2023 auf Paramount+ veröffentlicht und besteht wie die vorherigen drei Staffeln aus zehn Episoden.
Am 27. Juli 2024 wurde ein Teaser-Trailer für die finale fünfte Staffel veröffentlicht. Zugleich wurde der 24. Oktober 2024 als Startdatum für die Veröffentlichung der Staffel bekanntgegeben.

## Episodenliste

### Staffel 1
| Nr. (ges.) | Nr. (St.) | Deutscher Titel            | Originaltitel          | Erstveröffentlichung USA | Deutschsprachige Erstveröffentlichung (D/A/CH) | Regie          | Drehbuch                     | Länge  |
| ---------- | --------- | -------------------------- | ---------------------- | ------------------------ | ---------------------------------------------- | -------------- | ---------------------------- | ------ |
| 1          | 1         | Der Zweite Kontakt         | Second Contact         | 6. Aug. 2020             | 22. Jan. 2021                                  | Barry J. Kelly | Mike McMahan                 | 24 min |
| 2          | 2         | Gesandte                   | Envoys                 | 13. Aug. 2020            | 22. Jan. 2021                                  | Kim Arndt      | Chris Kula                   | 24 min |
| 3          | 3         | Der Zeitpuffer             | Temporal Edict         | 20. Aug. 2020            | 22. Jan. 2021                                  | Bob Suarez     | Dave Ihlenfeld, David Wright | 23 min |
| 4          | 4         | Das Generationenschiff     | Moist Vessel           | 27. Aug. 2020            | 22. Jan. 2021                                  | Barry J. Kelly | Ann Kim                      | 25 min |
| 5          | 5         | Mondtrümmer und Liebesleid | Cupid’s Errant Arrow   | 3. Sep. 2020             | 22. Jan. 2021                                  | Kim Arndt      | Ben Joseph                   | 24 min |
| 6          | 6         | Diplomatischer Schrott     | Terminal Provocations  | 10. Sep. 2020            | 22. Jan. 2021                                  | Bob Suarez     | John Cochran                 | 24 min |
| 7          | 7         | Viel Lärm um Boimler       | Much Ado About Boimler | 17. Sep. 2020            | 22. Jan. 2021                                  | Barry J. Kelly | M. Willis                    | 25 min |
| 8          | 8         | Veritas                    | Veritas                | 24. Sep. 2020            | 22. Jan. 2021                                  | Kim Arndt      | Garrick Bernard              | 25 min |
| 9          | 9         | Der Aufstieg von Vindicta  | Crisis Point           | 1. Okt. 2020             | 22. Jan. 2021                                  | Bob Suarez     | Ben Rodgers                  | 26 min |
| 10         | 10        | Keine kleinen Rollen       | No Small Parts         | 8. Okt. 2020             | 22. Jan. 2021                                  | Barry J. Kelly | Mike McMahan                 | 28 min |

### Staffel 2
| Nr. (ges.) | Nr. (St.) | Deutscher Titel                | Originaltitel                | Erstveröffentlichung USA | Deutschsprachige Erstveröffentlichung (D/A/CH) | Regie       | Drehbuch                     | Länge  |
| ---------- | --------- | ------------------------------ | ---------------------------- | ------------------------ | ---------------------------------------------- | ----------- | ---------------------------- | ------ |
| 11         | 1         | Seltsame Energien              | Strange Energies             | 12. Aug. 2021            | 13. Aug. 2021                                  | Jason Zurek | Mike McMahan                 | 24 min |
| 12         | 2         | Kayshon, seine Augen offen     | Kayshon, His Eyes Open       | 19. Aug. 2021            | 20. Aug. 2021                                  | Kim Arndt   | Chris Kula                   | 24 min |
| 13         | 3         | Begegnung mit der Befangenheit | We’ll Always Have Tom Paris  | 26. Aug. 2021            | 27. Aug. 2021                                  | Bob Suarez  | M. Willis                    | 25 min |
| 14         | 4         | Mugato, Gumato                 | Mugato, Gumato               | 2. Sep. 2021             | 3. Sep. 2021                                   | Jason Zurek | Ben Rodgers                  | 25 min |
| 15         | 5         | Die Doopler-Verwirrung         | An Embarrassment of Dooplers | 9. Sep. 2021             | 10. Sep. 2021                                  | Kim Arndt   | Dave Ihlenfeld, David Wright | 24 min |
| 16         | 6         | Der große, braune Spion        | The Spy Humongous            | 16. Sep. 2021            | 17. Sep. 2021                                  | Bob Suarez  | John Cochran                 | 24 min |
| 17         | 7         | Wo die lust’gen Quellen liegen | Where Pleasant Fountains Lie | 23. Sep. 2021            | 24. Sep. 2021                                  | Jason Zurek | Garrick Bernard              | 25 min |
| 18         | 8         | Ich, Excretus                  | I, Excretus                  | 30. Sep. 2021            | 1. Okt. 2021                                   | Kim Arndt   | Ann Kim                      | 25 min |
| 19         | 9         | wej Duj                        | wej Duj                      | 7. Okt. 2021             | 8. Okt. 2021                                   | Bob Suarez  | Kathryn Lyn                  | 26 min |
| 20         | 10        | Erster Erster Kontakt          | First First Contact          | 14. Okt. 2021            | 15. Okt. 2021                                  | Jason Zurek | Mike McMahan                 | 29 min |

### Staffel 3
| Nr. (ges.) | Nr. (St.) | Deutscher Titel                       | Originaltitel                       | Erstveröffentlichung USA | Deutschsprachige Erstveröffentlichung (D/A/CH) | Regie               | Drehbuch           | Länge  |
| ---------- | --------- | ------------------------------------- | ----------------------------------- | ------------------------ | ---------------------------------------------- | ------------------- | ------------------ | ------ |
| 21         | 1         | Startverbot                           | Grounded                            | 25. Aug. 2022            | 26. Aug. 2022                                  | Jason Zurek         | Chris Kula         | 25 min |
| 22         | 2         | Das ungefährlichste Spiel             | The Least Dangerous Game            | 1. Sep. 2022             | 2. Sep. 2022                                   | Michael Mullen      | Garrick Bernard    | 25 min |
| 23         | 3         | Das Psycho-Gestein                    | Mining The Mind’s Mines             | 8. Sep. 2022             | 9. Sep. 2022                                   | Fill Marc Sagadraca | Brian D. Bradley   | 24 min |
| 24         | 4         | Raum für Entfaltung                   | Room For Growth                     | 15. Sep. 2022            | 16. Sep. 2022                                  | Jason Zurek         | John Cochran       | 25 min |
| 25         | 5         | Spiegelbilder                         | Reflections                         | 22. Sep. 2022            | 23. Sep. 2022                                  | Michael Mullen      | Mike McMahan       | 26 min |
| 26         | 6         | Diplomatie mal anders                 | Hear All, Trust Nothing             | 29. Sep. 2022            | 30. Sep. 2022                                  | Fill Marc Sagadraca | Grace Parra Janney | 27 min |
| 27         | 7         | Eine mathematisch perfekte Vergeltung | A Mathematically Perfect Redemption | 6. Okt. 2022             | 7. Okt. 2022                                   | Jason Zurek         | Ann Kim            | 27 min |
| 28         | 8         | Paradoxus                             | Crisis Point 2: Paradoxus           | 13. Okt. 2022            | 14. Okt. 2022                                  | Michael Mullen      | Ben Rodgers        | 27 min |
| 29         | 9         | Das große Missverständnis             | Trusted Sources                     | 20. Okt. 2022            | 21. Okt. 2022                                  | Fill Marc Sagadraca | Ben M. Waller      | 25 min |
| 30         | 10        | Die Sterne in der Nacht               | The Stars At Night                  | 27. Okt. 2022            | 28. Okt. 2022                                  | Jason Zurek         | Mike McMahan       | 28 min |

### Staffel 4
| Nr. (ges.) | Nr. (St.) | Deutscher Titel                           | Originaltitel                       | Erstveröffentlichung USA | Deutschsprachige Erstveröffentlichung (D/A/CH) | Regie                       | Drehbuch           | Länge  |
| ---------- | --------- | ----------------------------------------- | ----------------------------------- | ------------------------ | ---------------------------------------------- | --------------------------- | ------------------ | ------ |
| 31         | 1         | Twovix                                    | Twovix                              | 7. Sep. 2023             | 7. Sep. 2023                                   | Barry J. Kelly, Jason Zurek | Mike McMahan       | 25 min |
| 32         | 2         | Keine Knochen, aber muss trotzdem fliehen | I Have No Bones Yet I Must Flee     | 7. Sep. 2023             | 7. Sep. 2023                                   | Megan Lloyd                 | Aaron Burdette     | 25 min |
| 33         | 3         | In der Wiege Vexilons                     | In the Cradle of Vexilon            | 14. Sep. 2023            | 14. Sep. 2023                                  | Brandon Williams            | Ben Waller         | 24 min |
| 34         | 4         | Etwas Geliehenes, etwas Grünes            | Something Borrowed, Something Green | 21. Sep. 2023            | 21. Sep. 2023                                  | Bob Suarez                  | Grace Parra Janney | 25 min |
| 35         | 5         | Empathische Irrtümer                      | Empathological Fallacies            | 28. Sep. 2023            | 28. Sep. 2023                                  | Megan Lloyd                 | Jamie Loftus       | 26 min |
| 36         | 6         | Parth Ferengis Lieblingsort               | Parth Ferengi's Heart Place         | 5. Okt. 2023             | 5. Okt. 2023                                   | Brandon Williams            | Cullen Crawford    | 27 min |
| 37         | 7         | Noch ein paar Abzeichen mehr              | A Few Badgeys More                  | 12. Okt. 2023            | 12. Okt. 2023                                  | Bob Suarez                  | Edgar Momplaisir   | 27 min |
| 38         | 8         | Höhlen                                    | Caves                               | 19. Okt. 2023            | 19. Okt. 2023                                  | Megan Lloyd                 | Ben Rodgers        | 27 min |
| 39         | 9         | Der innere Kampf                          | The Inner Fight                     | 26. Okt. 2023            | 26. Okt. 2023                                  | Brandon Williams            | Mike McMahan       | 25 min |
| 40         | 10        | Alte Freunde, neue Planeten               | Old Friends, New Planets            | 2. Nov. 2023             | 2. Nov. 2023                                   | Bob Suarez                  | May Darmon         | 28 min |

### Staffel 5
| Nr. (ges.) | Nr. (St.) | Deutscher Titel                           | Originaltitel                | Erstveröffentlichung USA | Deutschsprachige Erstveröffentlichung (D/A/CH) | Regie            | Drehbuch                | Länge  |
| ---------- | --------- | ----------------------------------------- | ---------------------------- | ------------------------ | ---------------------------------------------- | ---------------- | ----------------------- | ------ |
| 41         | 1         | Dos Cerritos                              | Dos Cerritos                 | 24. Okt. 2024            | 24. Okt. 2024                                  | Megan Lloyd      | Aaron Burdette          | 28 min |
| 42         | 2         | Grüntöne                                  | Shades of Green              | 24. Okt. 2024            | 24. Okt. 2024                                  | Bob Suarez       | Keith Foglesong         | 25 min |
| 43         | 3         | The Best Exotic Nanite Hotel              | The Best Exotic Nanite Hotel | 31. Okt. 2024            | 31. Okt. 2024                                  | Brandon Williams | Stephanie Amante-Ritter | 26 min |
| 44         | 4         | Von Brüdern und anderen Herausforderungen | A Farewell to Farms          | 7. Nov. 2024             | 7. Nov. 2024                                   | Megan Lloyd      | Diana Tay               | 27 min |
| 45         | 5         | Sternenbasis 80?!                         | Starbase 80?!                | 14. Nov. 2024            | 14. Nov. 2024                                  | Bob Suarez       | May Darmon              | 25 min |
| 46         | 6         | Von Göttern und Kanten                    | Of Gods and Angles           | 21. Nov. 2024            | 21. Nov. 2024                                  | Brandon Williams | Aaron Burdette          | 24 min |
| 47         | 7         | Die Zeitdilatation                        | Fully Dilated                | 28. Nov. 2024            | 28. Nov. 2024                                  | Megan Lloyd      | Andrew Mueth            | 26 min |
| 48         | 8         | Upper Decks                               | Upper Decks                  | 5. Dez. 2024             | 5. Dez. 2024                                   | Bob Suarez       | Cullen Crawford         | 25 min |
| 49         | 9         | Die Spalt-Mission                         | Fissure Quest                | 12. Dez. 2024            | 12. Dez. 2024                                  | Brandon Williams | Lauren McGuire          | 28 min |
| 50         | 10        | Die neue nächste Generation               | The New Next Generation      | 19. Dez. 2024            | 19. Dez. 2024                                  | Megan Lloyd      | Mike McMahan            | 34 min |

## Kritik
Das Lexikon des Internationalen Films vergab der Serie mit Blick auf die erste Staffel drei von fünf möglichen Sternen und beurteilte sie vor allem wegen „eines liebenswerten, pointiert gezeichneten Figurenquartetts“ als „eine höchst unterhaltsame, ironisch-humorvolle Erweiterung des ‚Star Trek‘-Universums“.